# Weld-Blundellova prizma
Weld-Blundellova prizma je  glinena šriristrana pokončna prizma s klinopisnim besedilom, ki se nahaja v Ašmolovem muzeju v Londonu (kataloška številka AN1923.444.) Prizmo je med odpravo leta 1922 v današnjem Iraku našel britanski arheolog Herbert Weld Blundell. Visoka približno 20 cm. Stranice so dolge približno 9 cm. Besedilo v  sumerskem klinopisu je pisano v po dveh stolpcih in vsebuje znamenit seznam sumerskih vladarjev.
Seznam se začne z vladarji pred vesoljnim potopom in konča s Sin-magirjem Isinskim (vladal 1827–1817 pr. n. št.). Seznam je bil napisan najverjetneje v zadnjem letu Sin-magirjevega vladanja  ali kmalu zatem. Številnim vladarjem, zlasti tistim pred vesoljnim potopom, seznam pripisuje neverjetno dolge vladavine, štete v sarih in nerih, zaradi česar mnogi znanstveniki menijo, da je bolj umetniški kot zgodovinski.
V poskusih razlage tako velikega števila vladarskih let so nastale različne teorije. Po eni od njih naj bi dolžine vladavin  hkrati pomenile pomembnost vladarjev, ki so veljali za polbogove. Po drugi različici bi morala sar (3600 let) in ner (600 let), enoti za merjenje časa v sumerskem šestdesetiškem številskem sistemu,  pomeniti leto oziroma mesec.